# Sepuka
Sepuka è una circoscrizione rurale (rural ward) della Tanzania situata nel distretto di Ikungi, regione di Singida. Conta una popolazione di 12 446 abitanti (censimento 2012).